# Clifton (tecknad serie)
Clifton är en fransk tecknad serie skapad av Raymond Macherot. Fram till 2017 har 23 seriealbum givits ut på originalspråket franska, varav tio stycken kommit i svenska översättning.
Seriens huvudfigur är Harold Wilberforce Clifton är en seriefigur. Han är en före detta MI5-agent och RAF-pilot, numera detektiv, som bor i ett stort hus i Puddington, tillsammans med sin hushållerska Miss Partridge och sina katter. Cliftons käraste ägodel är en MG TD som han vårdar ömt. 

## Utgivning
| Manus    | Tecknare                         | Utgivningsår | Fransk titel                       | Nederländsk titel                     | Engelsk titel      | Svensk titel          |
| -------- | -------------------------------- | ------------ | ---------------------------------- | ------------------------------------- | ------------------ | --------------------- |
| Macherot | Macherot                         | 1959         | Les Enquêtes du colonel Clifton    | De onderzoekingen van kolonel Clifton |                    |                       |
| Macherot | Macherot                         | 1962         | Clifton à New York                 | Clifton in New York                   |                    |                       |
| Macherot | Macherot                         | 1965         | Clifton et les espions             | Clifton en de spionnen                |                    |                       |
| Greg     | Jo-El Azara                      | 1971         | Les Lutins diaboliques             | De duivelse dwergen                   |                    |                       |
| De Groot | Turk                             | 1973         | Le Voleur qui rit                  | De lachende dief                      | The Laughing Thief | Den skrattande tjuven |
| De Groot | Turk                             | 1975         | Alias Lord X                       | Alias Lord X                          |                    | Alias Lord X          |
| De Groot | Turk                             | 1976         | Sir Jason                          | Sir Jason                             |                    | Den fege agenten      |
| De Groot | Turk                             | 1978         | Ce cher Wilkinson                  | Dear Mr Wilkinson                     | My Dear Wilkinson  | Mysteriet Wilkinson   |
| De Groot | Turk                             | 1979         | 7 jours pour mourir                | 7 dagen om te sterven                 | 7 Days to Die      | 7 dagar att leva      |
| De Groot | Turk, med hjälp av Walli         | 1981         | Atout...coeur !                    |                                       |                    | Djävulsdrogen         |
| De Groot | Turk, med hjälp av Walli         | 1982         | Une panthère pour le colonel       | Een panter voor de kolonel            |                    | En panter åt översten |
| De Groot | Turk, med hjälp av Michel Breton | 1984         | Weekend à tuer                     | Weekend om te doden                   |                    | Skott och herresäten  |
| De Groot | Turk, med hjälp av Michel Breton | 1984         | Kidnapping                         | Kidnapping                            | Kidnapping         | Kidnappningen         |
| De Groot | Bédu                             | 1986         | Passé composé                      |                                       |                    | Reportaget            |
| De Groot | Bédu                             | 1987         | La Mémoire brisée                  |                                       |                    | Minnesförlusten       |
| De Groot | Bédu                             | 1988         | Dernière scéance                   |                                       |                    |                       |
| De Groot | Bédu                             | 1990         | Matoutou-falaise                   | Matoutou-falaise                      |                    |                       |
| Bédu     | Bédu                             | 1991         | Le Clan Mc Gregor                  |                                       |                    |                       |
| Bédu     | Bédu                             | 1993         | Mortelle saison                    |                                       |                    |                       |
| Bédu     | Bédu                             | 1995         | Le Baiser du cobra                 | De kus van de cobra                   |                    |                       |
| De Groot | Rodrigue                         | 2003         | Jade                               | Jade                                  | Jade               |                       |
| De Groot | Rodrigue                         | 2005         | Lune noire                         | Zwarte maan                           | Black Moon         |                       |
| De Groot | Rodrigue                         | 2006         | Elémentaire, mon cher Clifton !    |                                       |                    |                       |
| Rodrigue | Rodrigue                         | 2008         | Balade irlandaise                  |                                       |                    |                       |
| Zidrou   | Turk                             | 2016         | Clifton et les gauchers contrariés |                                       |                    |                       |
| Zidrou   | Turk                             | 2017         | Just married                       |                                       |                    |                       |

| Manus    | Tecknare | Utgivningsår | Fransk titel                    | Nederländsk titel               | Engelsk titel | Svensk titel |
| -------- | -------- | ------------ | ------------------------------- | ------------------------------- | ------------- | ------------ |
| De Groot | Turk     | 1973         | Le Mystère de la voix qui court | Het geheim van de rennende stem |               |              |

## Svenska utgåvor
- Mysteriet Wilkinson (1) - 1978, Winthers Forlag, Danmark
- Den skrattande tjuven (2) - 1978, Winthers Forlag, Danmark
- Djävulsdrogen (1) - 1982, Semic, ISBN 91-552-2295-1
- En panter åt översten (2) - 1982, Semic, ISBN 91-552-2297-8
- Alias lord X (3) - 1983, Semic; Örn Serien 3, ISBN 91-552-2298-6
- Den fege agenten (4) - 1983, Semic; Örn Serien 10, ISBN 91-552-2299-4
- 7 dagar att leva (5) - 1984, Semic; Örn Serien 17, ISBN 91-530-2004-9
- Kidnappningen (6) - 1985, Carlsen Comics, ISBN 91-510-4366-1
- Reportaget (7) - 1985, Carlsen Comics, ISBN 91-510-4441-2
- Skott och herresäten (8) - 1986, Carlsen Comics, ISBN 91-510-4530-3
- Minnesförlusten (9) - 1986, Carlsen Comics, ISBN 91-510-4589-3